# 科米沙尼鄉
44°53′N 25°35′E / 44.883°N 25.583°E
科米沙尼鄉（羅馬尼亞語：Comuna Comișani, Dâmbovița），是羅馬尼亞的鄉份，位於該國南部，由登博維察縣負責管轄，面積35平方公里，海拔高度229米，2007年人口5,306，人口密度每平方公里153人。